# العلاقات القبرصية المولدوفية
العلاقات القبرصية المولدوفية هي العلاقات الثنائية التي تجمع بين قبرص ومولدوفا.

## مقارنة بين البلدين
هذه مقارنة عامة ومرجعية للدولتين:
| وجه المقارنة                                              | قبرص                                                                 | مولدوفا                           |
| --------------------------------------------------------- | -------------------------------------------------------------------- | --------------------------------- |
| المساحة (كم2)                                             | 9.24 ألف                                                             | 33.85 ألف                         |
| عدد السكان (نسمة)                                         | 1.14 مليون                                                           | 2.55 مليون                        |
| الكثافة السكانية (ن./كم²)                                 | 123.38                                                               | 75.33                             |
| العاصمة                                                   | نيقوسيا                                                              | كيشيناو                           |
| اللغة الرسمية                                             | اليونانية الحديثة، اللغة التركية، لغة يونانية                        | اللغة المولدوفية، اللغة الرومانية |
| العملة                                                    | يورو، جنيه قبرصي                                                     | ليو مولدوفي                       |
| الناتج المحلي الإجمالي (بليون دولار)                      | 21.65 مليار                                                          | 8.13 مليار                        |
| الناتج المحلي الإجمالي (تعادل القوة الشرائية) بليون دولار | 26.73 مليار                                                          | 17.94 مليار                       |
| الناتج المحلي الإجمالي الاسمي للفرد دولار أمريكي          | 23.24 ألف                                                            | 3.65 ألف                          |
| الناتج المحلي الإجمالي للفرد دولار أمريكي                 | 30.24 ألف                                                            | 4.98 ألف                          |
| مؤشر التنمية البشرية                                      | 0.850                                                                | 0.693                             |
| رمز المكالمات الدولي                                      | +357                                                                 | +373                              |
| رمز الإنترنت                                              | .cy                                                                  | .md                               |
| المنطقة الزمنية                                           | ت ع م+02:00، ت ع م+03:00، توقيت شرق أوروبا، توقيت شرق أوروبا الصيفي ‏ | ت ع م+02:00، ت ع م+03:00          |

## منظمات دولية مشتركة
يشترك البلدان في عضوية مجموعة من المنظمات الدولية، منها:
| علم المنظمة | اسم المنظمة                               | تاريخ انضمام قبرص | تاريخ انضمام مولدوفا |
| ----------- | ----------------------------------------- | ----------------- | -------------------- |
|             | المنظمة الأوروبية لسلامة الملاحة الجوية   | 1991              | 2000                 |
|             | منظمة الشرطة الجنائية الدولية             | ?                 | ?                    |
|             | الاتحاد البريدي العالمي                   | ?                 | ?                    |
|             | منظمة التجارة العالمية                    | ?                 | ?                    |
|             | الفريق المعني برصد الأرض                  | ?                 | ?                    |
|             | مؤسسة التنمية الدولية                     | 2 مارس 1962       | 14 يونيو 1994        |
|             | منظمة الأمن والتعاون في أوروبا            | 25 يونيو 1973     | 30 يناير 1992        |
|             | مؤسسة التمويل الدولية                     | 2 مارس 1962       | 10 مارس 1995         |
|             | مجلس أوروبا                               | ?                 | ?                    |
|             | منظمة حظر الأسلحة الكيميائية              | ?                 | ?                    |
|             | الأمم المتحدة                             | 20 سبتمبر 1960    | 2 مارس 1992          |
|             | الاتحاد الدولي للاتصالات                  | 24 أبريل 1961     | 20 أكتوبر 1992       |
|             | البنك الدولي للإنشاء والتعمير             | 21 ديسمبر 1961    | 12 أغسطس 1992        |
|             | المركز الدولي لتسوية المنازعات الاستشارية | 25 ديسمبر 1966    | 4 يونيو 2011         |
|             | وكالة ضمان الاستثمار متعدد الأطراف        | 12 أبريل 1988     | 9 يونيو 1993         |
|             | يونسكو                                    | 6 فبراير 1961     | 27 مايو 1992         |

## وصلات خارجية
- موقع وزارة الخارجية القبرصية
- موقع وزارة الخارجية المولدوفية